# ビオスコープ

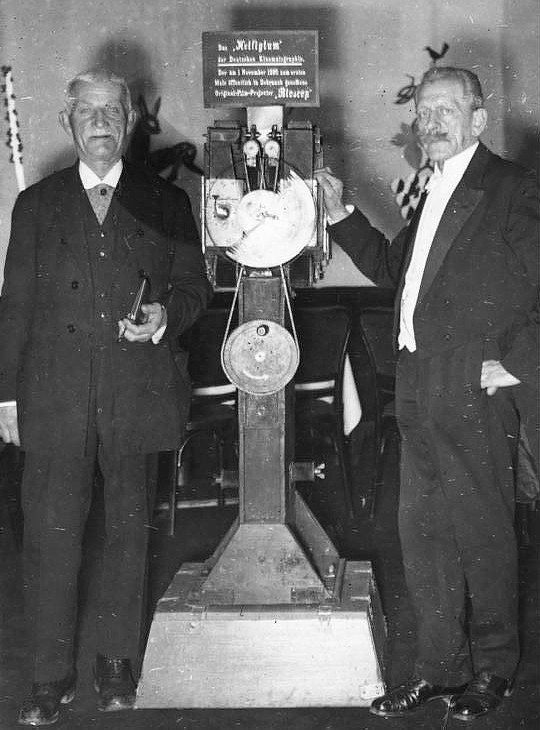
ビオスコープと発明者のスクラダノフスキー兄弟（右がマックス、左がエーミール）。

ビオスコープ（独: Bioskop, Bioscop）は、1895年にドイツのスクラダノフスキー兄弟が開発した映画誕生期の映写機である。ビオスコープは二重投影機で、2本のフィルムを1コマずつ交互に映写する仕組みを持つ。1895年11月1日にベルリンの劇場ヴィンター・ガルテンで初公開されたが、これはヨーロッパで最初の商業映画上映と見なされている。しかし、ビオスコープは複雑な機構であるため広く普及するには至らず、1897年4月以後に上映が行われることはなかった。

## 仕組み

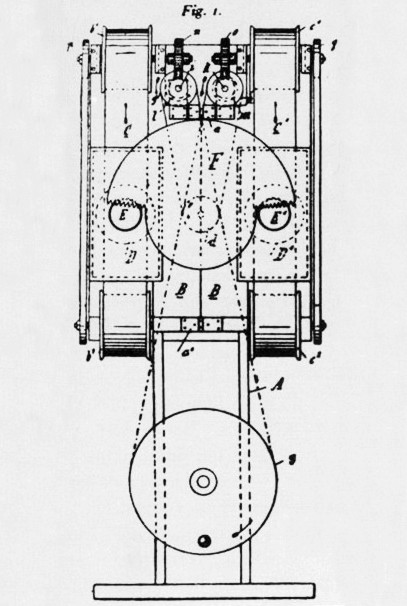
ビオスコープの構造図。装置の中央に回転シャッター、その両側にレンズが付いている。

ビオスコープは、2つのレンズと2本の54ミリフィルムを使用する二重投影機である。レンズは装置の左右にあり、その間にはレンズを交互に遮る半円形の回転シャッターが付いている。2本のフィルムは、毎秒8コマの速度で撮影したロール・フィルムを1コマずつ切断し、1つのフィルムストリップに奇数番号のコマ（1コマ目、3コマ目、5コマ目…）を、もう1つのフィルムストリップに偶数番号のコマ（2コマ目、4コマ目、6コマ目…）を貼り付けたものである。フィルムはウォームギヤを使用した機構により間欠的に動き、アークランプの光でスクリーン上に映写された。右側のレンズが開いて1本のフィルムストリップの1コマが映写されるとき、左側のレンズは回転シャッターで遮られ、その間にもう1本のフィルムストリップが1コマ送られた。これを毎秒16コマの速度で交互に繰り返すことで、スクリーン上の映像はストロボ効果により動く映像として見ることができた。フィルムはループ状になっており、同じ映像を数回続けて映写することができた。

## 開発
兄マックスと弟エーミールのスクラダノフスキー兄弟は、写真や光学の専門的訓練を受けたあと、幻灯ショーの巡回興行師として中央ヨーロッパを回った。スクラダノフスキーは数台の幻灯機を使って素早く映像転換をすることで、投影された一連の絵に動きを作り出すディゾルヴィング・ヴューズを披露していたため、この時から動く映像に対する関心と技術的心得を持っていた。やがて連続写真を撮影することに興味を持ち、1892年にはコダックのロール・フィルムを使用するカメラを組み立てた。そのカメラの最初のテスト撮影は、同年8月20日にベルリンのシェーンハウザー大通りにある友人の写真家の屋上アトリエで行われ、エーミールが挨拶をしたり、帽子を取ったり、体操をしたりする姿をマックスが撮影した。ドイツの映画研究者であるミヒャエル・ハーニッシュとアンドレア・グローネマイヤーは、このフィルムを「ドイツで最初の映画」と見なしている。
しかし、そのフィルムを映写する装置がなかったため、スクラダノフスキーは映写機の開発に取り組んだ。潤沢な資金を持ち合わせてはいないスクラダノフスキーは、ドイツ銀行に信用貸しを求めたが、銀行側は「空想の産物」と見なして拒否した。開発作業はベルリンのパンコウにあるアトリエで、手作業により行われた。スクラダノフスキーはディゾルヴィング・ヴューズの機構にヒントを得て、1895年夏までに二重投影機であるビオスコープを完成させた。ビオスコープに関する特許は、ウォームギヤを使用したフィルム送り機構について記したものであり、11月1日にドイツ帝国特許第88599号として交付された。

## 初公開
1895年7月20日、スクラダノフスキーはパンコウのベルリン街にあるレストラン「野外小城館」の広間でビオスコープの試写を行った。出席者にはスクラダノフスキーの友人や同業者たちのほか、ベルリンの劇場ヴィンター・ガルテンの支配人であるユリウス・バロンとフランツ・ドルンがいた。ヴィンター・ガルテンはベルリンで最も有名なバラエティ劇場であり、当時のほとんどのバラエティ・ショーの大物芸人が出演したと言われた。バロンとドルンはそんな劇場の秋冬シーズンのための新しい呼び物を探していたところ、ビオスコープの噂を聞きつけて試写に出席した。ビオスコープの上映を見た2人は感銘を受け、スクラダノフスキーと1500マルクのギャラで1ヶ月間興行をする契約を結んだ。
1895年11月1日から1ヶ月間、ビオスコープはヴィンター・ガルテンの夜のプログラムの最終演目として上映された。ビオスコープの興行時間は15分で、8本の作品がそれぞれ数回繰り返して上映された。スクラダノフスキーがビオスコープを操作し、スクリーンの前ではなく後ろから映写したが、その大きな操作音をかき消すためにオーケストラによる伴奏音楽が大音量で流された。また、スクリーンの透明度と映像の鮮明さを保つため、上映中はスクリーンに絶えず水を吹きかけて湿らせていた。
数日後にベルリンの新聞はビオスコープの初公開について報道したが、それはとくに熱狂的というほどではなかった。ベルリナー・ロカール・アンツァイガー紙は、ビオスコープがオットマール・アンシュッツの電気式シュネルゼーアーとトーマス・エジソンのキネトスコープの発展したものと見なし、「啓発的で面白い」と評した。国民新聞もビオスコープを「実物大に移されたエジソンのキネトスコープ」と表現し、「ヴィンター・ガルテンでの、この晩の白眉だと言わなくてはならない」と評した。市民新聞は「公演のフィナーレはビオスコープの小さな舞台に飛び移る。考案に富む技術者がここで、面白い瞬間写真を用いて、それを拡大した形で上映した。しかも静止しているのではなく、生き生きと動いている。悪魔以外、その方法が分かる者はいないであろう」と賞賛した。

### 11月1日に上映された作品
ヴィンター・ガルテンでの初日に上映された8本の作品は、いずれもバラエティ・ショーの芸人のパーフォーマンスを撮影したもので、上映時間は6秒ほどしかなかった。撮影は1895年5月に、野外小城館に設けた野外スタジオや芸人たちの公演先の劇場で行われた。8本の作品のタイトルは以下の通りである。
- 児童プレッツ=ラレラのイタリアの農民ダンス（Italienischer Bauerntanz der Kinder Ploetz Larella）
- ミルトン兄弟の滑稽な鉄棒（Brothers Milton: Komisches Reck）
- 軽業師パウル・ペトラス（Der Jongleur Paul Petras）
- カンガルーのボクシング試合（Das Boxende Känguruh: Mister Delaware）
- 体操一家グルナート（Die Gymnastikerfamilie Grunato）
- チュルパノフ三兄弟によるロシアの民族舞踊カマリンスカヤ（Kamarinskaja）
- グライナーとザンドウのレスリング試合（Ringkampf zwischen Grainer und Sandow）
- スクラダノフスキー兄弟によるフィナーレの挨拶（Max und Emil Skladanowsky verbeugen sich）

- 『ミルトン兄弟の滑稽な鉄棒』
- 『軽業師パウル・ペトラス』
- 『カンガルーのボクシング試合』

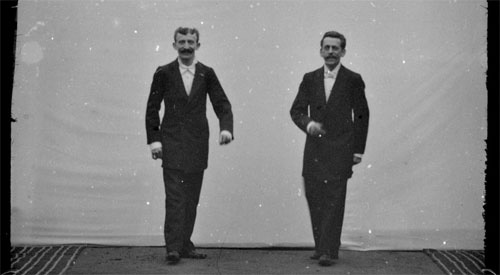
『チュルパノフ三兄弟によるロシアの民族舞踊カマリンスカヤ』
- 『グライナーとサンドウのレスリング試合』
- 『スクラダノフスキー兄弟によるフィナーレの挨拶』

## その後の上映

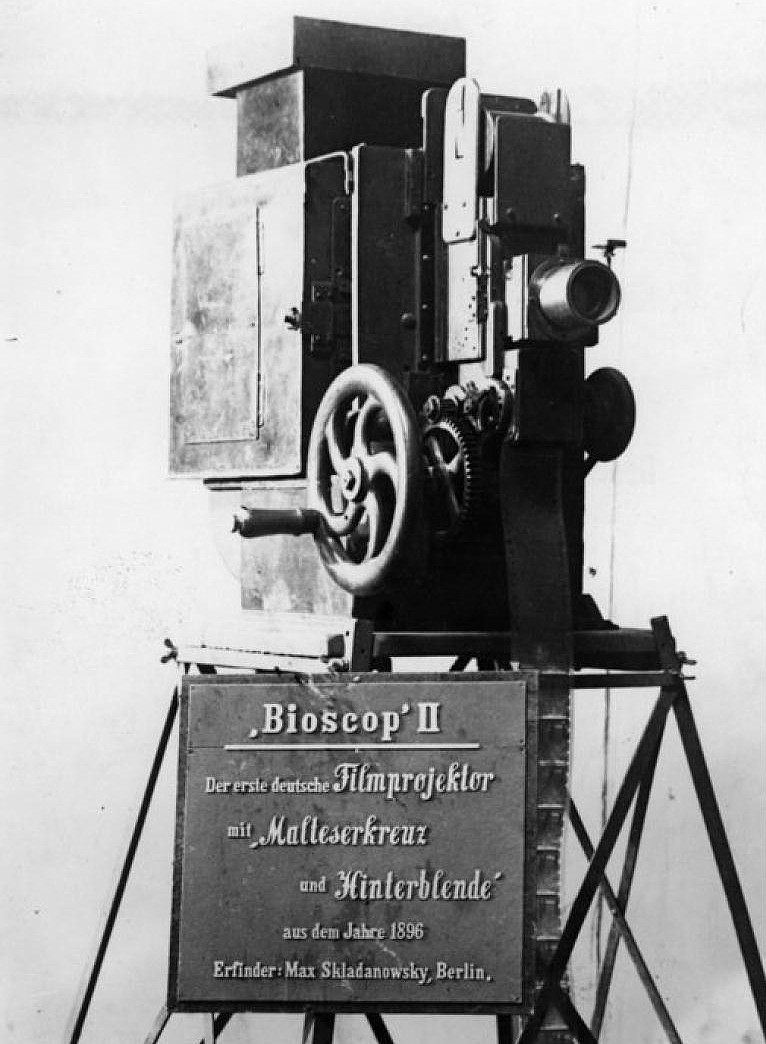
1896年に単レンズ式に改良されたビオスコープⅡ。

ヴィンター・ガルテンでの上映を終えたスクラダノフスキーは、1895年12月末にパリへ行き、有名なミュージック・ホールのフォリー・ベルジェールと1896年1月に興行をする契約を結んだ。しかし、パリでは12月28日にリュミエール兄弟のシネマトグラフが商業公開を始めていた。フォリー・ベルジュール支配人のラルマンも、この最初の上映会に招待され、リュミエールに5万フランでシネマトグラフの権利を購入したいと申し出ていた。スクラダノフスキーもラルマンの勧めで2日目の上映会に出たが、そこで競争相手であるシネマトグラフが技術的に優位に立っていることを知った。その結果、スクラダノフスキーはラルマンからギャラを全額受け取るも、フォリー・ベルジェールで上映する契約をキャンセルされた。
その後、スクラダノフスキーはビオスコープの巡回興行に出発し、1896年3月にドイツのケーテン、マクデブルク、ハレを訪れた。4月6日からはノルウェーのオスロのヴァリエテ・サーカスの会場で上映し、5月にはオランダのフローニンゲンやアムステルダムなどの都市を回った。6月11日からはデンマークのコペンハーゲンのチボリ公園内にあるパントマイム劇場で上映した。8月から9月まではスウェーデンのストックホルムで上映し、その際に上映用作品を増やすために『ストックホルムの動物園における滑稽な出会い』を撮影した。この作品はスウェーデンで最初に撮影された映画と考えられているが、スウェーデン国内では上映されなかった。
巡回興行を終えてベルリンに戻ったスクラダノフスキーは、上映用の新しい映画を確保するため、ベルリンの町でさまざまな光景を撮影した。例えば、ウンター・デン・リンデン街の衛兵所での衛兵交代、アレクサンダー広場の往来、シェーンホルツ駅に到着する列車、ベルリンの消防隊が出動する様子である。ハーニッシュによると、それらの作品はリュミエール兄弟のシネマトグラフ作品にインスピレーションを受けているという。また、1896年半ばにはビオスコープを改良し、シネマトグラフと同じ単レンズ式の映写機「ビオスコープⅡ」を組み立てた。スクラダノフスキーはビオスコープⅡを使って上映興行を行おうとしたが、この頃にはビオスコープよりも簡便な機構を持ち、機能的に優れている装置が多く登場していたため、なかなか会場を確保することができなかった。結局、1897年3月のシュチェチンでの上映が、ビオスコープⅡを商業上映に使用した唯一の機会となった。さらにベルリン当局から、映画上映を行うための営業許可の申請数が多すぎるとして、新しい営業許可が発行されず、シュチェチンでの上映が3月30日をもって許可が失効したことで、これが最後のビオスコープの上映となった。

## 映画史的評価
ビオスコープは、映画誕生の年とされている1895年に欧米で同時多発的に開発され、大勢の観客の前で上映されたスクリーン映写式による映画装置のひとつである。これらの装置の中で最も技術的完成度が高くて大きな成功を収めることができたのは、フランスのリュミエール兄弟が開発したシネマトグラフであり、1895年12月28日にパリのグラン・カフェでシネマトグラフの商業上映を始めたのが、一般的に「映画の誕生」と見なされている。ビオスコープはシネマトグラフより約2ヶ月早い1895年11月1日に商業上映を始めており、そのためにヨーロッパで最初の商業映画上映と見なされている。しかし、ビオスコープはシネマトグラフに比べて複雑な機構を持ち、機能的にも劣っていたため、一般に普及するには至らず、最終的に映画の誕生とは認知されていない。 C・W・ツェーラムは「ビオスコープには実際のところ将来性がなく、その機構のどの部分も新しい装置には採用されなかった」と述べている。装置は広く普及しなかったものの、ビオスコープという言葉はドイツ語圏の国々や南アフリカで、映画を指す言葉として長い間用いられた。また、ビオスコープがドイツで最初の映画上映であることから、スクラダノフスキー兄弟はドイツ映画のパイオニアとして評価されている。